# Jogos Mundiais da Amizade de 2024
Os Jogos Mundiais da Amizade de 2024 (em russo: Всемирные игры дружбы 2024, Vsemirnye igry druzhby 2024) serão um evento multiesportivo internacional, que deverão ser realizados na Rússia de 15 a 29 de setembro de 2024. Ao contrário dos Jogos Olímpicos, onde os atletas competem apenas por medalhas, os atletas dos Jogos Mundiais da Amizade ganharão prêmios em dinheiro. Em julho de 2024, foi anunciado que os Jogos da Amizade seriam adiados para 2025.

## História
Como resultado de um escândalo de doping em andamento e da invasão russa na Ucrânia em 2022, a Rússia foi excluída de quase todas as competições esportivas, e os atletas russos não puderam usar seus símbolos nacionais em eventos esportivos internacionais. Em resposta, o governo russo anunciou sua intenção de organizar competições para os principais atletas do país, com a possibilidade de participação de outros países.
Em maio de 2023, o ministro dos esportes russo, Oleg Matytsin, confirmou que a Rússia sediará a segunda edição dos Jogos da Amizade em 2024, logo após os Jogos Olímpicos de Verão em Paris. O Comitê Organizador dos Jogos foi formado em outubro de 2023. Além de ganhar medalhas, os atletas ganharão prêmios em dinheiro. O prêmio total em dinheiro oferecido é de 4,6 bilhões de rublos russos (aproximadamente US$ 49 milhões). Em 2 de julho de 2024, foi anunciado que os jogos serão adiados para 2025.

## Reação internacional
Em 14 de novembro de 2023, o COI, representado por James Macleod, diretor de relações com os Comitês Olímpicos Nacionais, fez recomendações aos comitês sobre a possível participação nas competições:

Considerando a crescente politização do esporte mundial, pedimos que todos os CONs tenham cautela com relação a essa iniciativa. Na verdade, o envolvimento de qualquer CON nos Jogos Mundiais da Amizade não só contrariaria a recomendação do COI EB de 25 de fevereiro de 2022 com relação à realização de eventos esportivos internacionais na Rússia, mas também o objetivo coletivo do Movimento Olímpico de manter a independência e a autonomia do esporte.
O Comitê Organizador dos Jogos Mundiais da Amizade de 2024 respondeu à declaração do COI, observando que o objetivo dos próximos Jogos nunca foi o confronto com o COI ou a criação de competições em oposição ao movimento olímpico.
Em 21 de novembro de 2023, os Jogos foram discutidos em uma reunião da Assembleia Geral da ONU. O presidente do COI, Thomas Bach, disse que era muito cedo para falar sobre as consequências dos Jogos, mas que diferentes opções estavam sendo consideradas.
A representante permanente adjunta da Rússia na ONU, Maria Zabolotskaya, falou sobre a inadmissibilidade de qualquer discriminação contra atletas em competições e convidou o mundo para os Jogos da Amizade.
Em março de 2024, o presidente do COI, Thomas Bach, pediu um boicote aos “Jogos da Amizade” planejados pela Rússia e rotulou o evento como uma “tentativa cínica” do país de “politizar o esporte”: isso fez com que a porta-voz do Ministério das Relações Exteriores da Rússia, Maria Zakharova, lançasse um ataque pessoal a Bach, acusando-o e ao COI de “cair no racismo e no neonazismo”.

## Marca

Mascote

### Logotipo
O logotipo dos Jogos Mundiais da Amizade de 2024 foi apresentado em São Petersburgo como parte da cúpula Rússia-África, que ocorreu de 27 a 28 de julho de 2023. O logotipo mostra duas mãos brancas cruzando um globo.

### Mascote
O mascote dos jogos, um tigre, foi apresentado em 5 de março de 2024.

## Locais

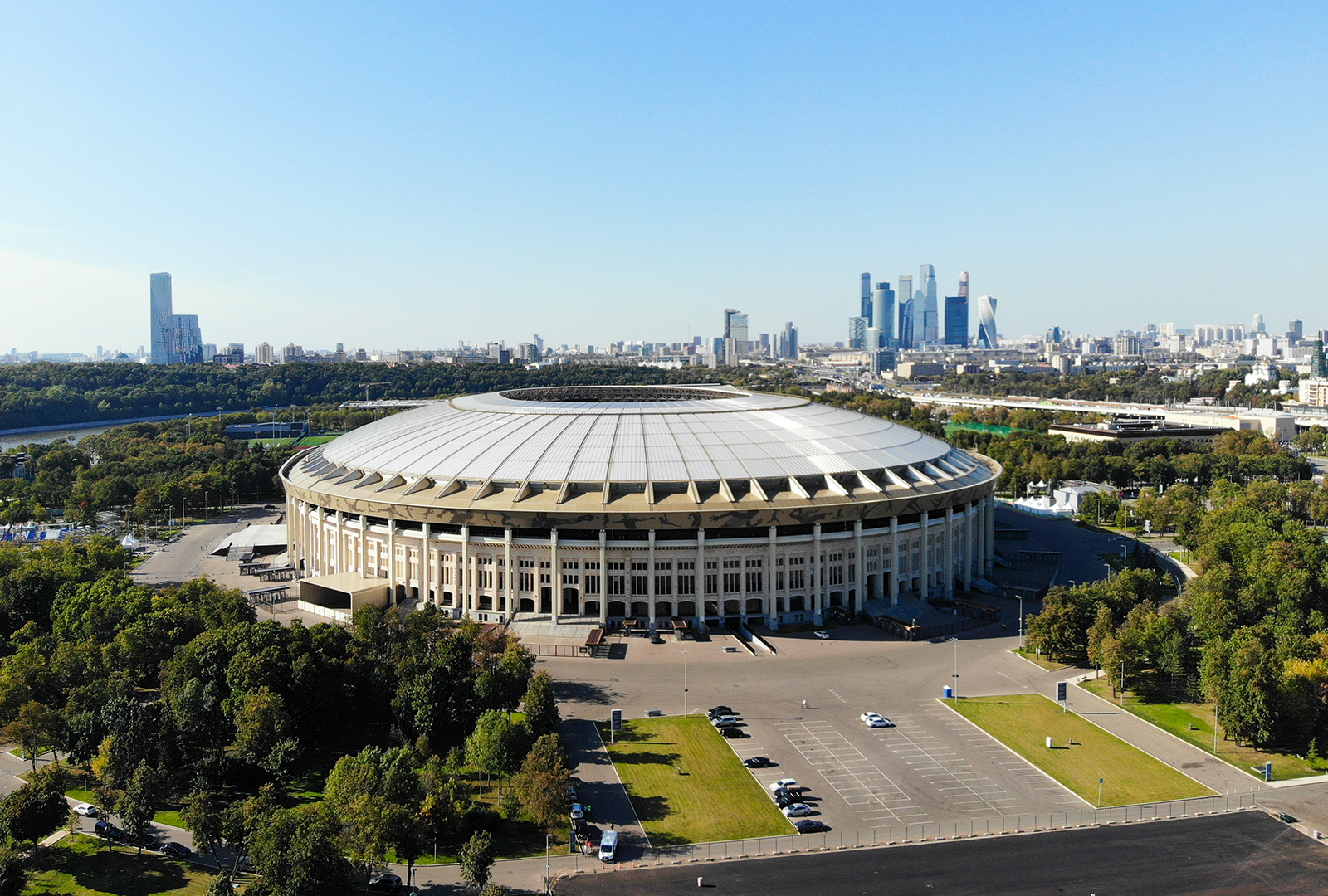
Estádio Lujniki em Moscou

### Moscou
A maioria dos programas esportivos, bem como as cerimônias de abertura e encerramento, será realizada em Moscou.

### Ecaterimburgo
Todas as competições em Ecaterimburgo serão realizadas nas instalações esportivas existentes; não está prevista a construção de novas instalações.

## Participantes
De acordo com o Infobae, em 28 de março de 2024, Alexey Sorokin (diretor geral do Comitê Organizador dos Jogos Mundiais da Amizade) afirmou que atletas de “pelo menos” 70 nações poderiam participar. Em 22 de abril de 2024, o HuffPost observou as alegações da mídia russa de que 5.500 participantes participariam dos Jogos Mundiais da Amizade de 2024, em comparação com a cota máxima de 10.500 em Paris.

## Esportes
O programa esportivo incluirá 33 esportes:

### Moscou
| - Rock 'n' roll acrobático - Arqueria - Ginástica artística - Badminton - Basquete (Homens, 3x3) - Futebol de praia - Vôlei de praia | - Boxe - Break dance - Canoa slalom - Xadrez - Programação competitiva - Ciclismo - Salto ornamental (mergulho alto) | - Esportes equestres - Esgrima - Karatê - Pádel - Ginástica rítmica - Sambo - Skate | - Escalada - Tênis de mesa - Taekwondo - Triatlo - Levantamento de peso - Luta livre |

### Ecaterimburgo
| - Natação artística - Atletismo | - Basquete (feminino) - Salto ornamental | - Judô - Jiu-jítsu | - Artes marciais mistas - Natação pura |

Além disso, o mas-wrestling e o sumô serão realizados como esportes de demonstração.